# Jean François Chaumont
Pour les articles homonymes, voir Chaumont.
Jean-François Chaumont, né le 6 septembre 1774 à Saint-Malo et mort en 1856, est un ingénieur du génie maritime français.

## Biographie
Fils de Jean-François, notaire à Rennes, député (montagnard) à la Convention, et d’Anne Françoise Jeanne Yger, il entre dans la Marine comme aspirant en 1793. Élève de l'École polytechnique en 1795, il fait partie de la campagne d'Égypte.
Il dirige les constructions navales et les travaux de défense à Suez.
Sous-ingénieur constructeur de vaisseaux, il devint par la suite directeur des constructions navales.
À son retour en France, il est nommé directeur des travaux et des constructions navales à Brest en 1801, Nantes 1802, Rochefort, Le Havre, Bordeaux 1806, Anvers 1810. Ensuite directeur de la division forestière à Toulouse 1816, à Lyon de 1823 à 1831. Directeur des constructions navales à Lorient de 1831 à 1835.
Chevalier de la Légion d'honneur en 1825.
Le 28 février 1808, à Rochefort, il épouse Marie Anne Judith Pelletreau, fille de Guillaume Simon Pelletreau, armateur à Rochefort, et de Marie Anne Judith Chaillé de Monsoucy, il est le grand-père de Frédéric Garnier. Le 12 novembre 1809, naissance de sa fille Constance Thérèse à Rochefort (Charente-Inférieure). Il est ingénieur de la marine. Il demeure dans le centre, rue de la loi. 
16 août 1832 : mariage (à Vaux-sur-Mer, Charente-Inférieure) de sa fille Constance Thérèse Judith avec Gustave Benoit Garnier, ingénieur des constructions navales à Rochefort, né à Bordeaux, protestant, âgé de 40 ans. 
1835 : retraité de l’Arsenal de Rochefort avec le titre d’ingénieur directeur des constructions navales. S'installe au Logis de Vaux, propriété de son épouse, sur la commune de Vaux-sur-Mer. (Ce logis, légué par les descendants de J F Chaumont, est maintenant occupé par l'Hôtel-de-ville depuis 1993). 
1839 – 1852 : conseiller général du canton de Royan.
Juillet 1843 : Membre du comité supérieur de l’instruction primaire de l’arrondissement de Marennes. 
1845 : parmi les électeurs de Vaux-sur-Mer il est le 2e plus imposé avec 250 francs par an. 
Octobre 1846 : nommé maire de Vaux-sur-Mer à la suite des élections au suffrage censitaire. 
Juillet 1848 : 1ères élections au suffrage direct et universel. Jacques Cerisier est élu maire de Vaux-sur-Mer.
1851, recensement : Jean-François est catholique, propriétaire pensionné de l’État. Son épouse Marie Fadette (!!) Pel(le)treau est protestante. Ils emploient 2 domestiques, une femme de chambre, une cuisinière et une bergère. 
Juillet 1852 : élu maire jusqu’à sa mort, le 9 janvier 1856 (81 ans), à Vaux-sur-Mer. 
Sa carrière dans la Marine (dossier de la Légion d’Honneur) :
- Aspirant de la Marine du 13 novembre 1793 au 13 janvier 1796.
- Élève de l’École polytechnique du 14 janvier 1796 au 20 avril 1798.
- Élève Ingénieur de l’École nationale supérieure du génie maritime du 21 avril 1798 au 12 décembre 1798.
- Embarqué en Égypte du 12 mai 1798 au 14 novembre 1801 (avec le général Bonaparte).
- Sous-ingénieur du 13 décembre 1798 au 22 septembre 1800.
- Sous-ingénieur de 1re classe le 23 septembre 1800 au 14 janvier 1808.
- Ingénieur de 3e classe du 15 janvier 1808 au 31 décembre 1815, admis à la retraite.
- Rappelé au service en qualité d’ingénieur de 3e classe du 1er mars 1816 au 20 août 1816.
- Ingénieur de 2e classe du 21 août 1816 au 31 mars 1823.
- Chevalier de l’ordre Royal de St Louis par ordonnance du 22 août 1820.
- Ingénieur de 1re classe du 1er avril 1823 au 30 juin 1828.
- Chevalier de l’ordre Royal de la légion d’honneur le 22 mai 1825.
- Nommé Officier de la légion d’honneur le 1er janvier 1835 (1er juillet 1831 selon l’État général de la Marine publié en 1835).

Sa carrière (Annuaires de la marine P14, Service historique de la Marine à Rochefort) : 
- 1803	: sous-ingénieur à Brest.
- 1806	: sous-ingénieur à Rochefort.
- 1809	: sous-ingénieur à Anvers (en Belgique occupée par l’Empire).
- 1812	: ingénieur au Havre.
- 1816 – 1818 : ingénieur à la direction des constructions à Rochefort.
- 1819 – 1823 : ingénieur sous-directeur à la Direction Forestière pour la recherche, le martelage et l’exploitation des bois propres aux constructions navales à Toulouse.
- 1824 – 1828 : ingénieur à la Direction des constructions à Cherbourg.
- 1829 – 1831 : directeur de la 4e Direction Forestière à Lyon.
- 1832 – 1835 : directeur des constructions à Lorient.

Sa description physique (dossier de l’école polytechnique) : cheveux châtain, front haut, nez long, yeux bruns, bouche moyenne, menton moyen, visage ovale, taille 173. 
Inventeur (Dictionnaire de Biographie Française publié par la Librairie Letouzey en 19 tomes entre 1932 et 2001) : il aurait inventé une fermeture par des portes à vantaux flottants, plus grande que toutes celles construites jusqu’alors et résistant mieux à l’action de la mer. Invention contestée.